# Batallón de Infantería de Marina N.º 4
El Batallón de Infantería de Marina N.º 4 (BIM4) es una unidad de la Infantería de Marina de la Armada Argentina. Depende de la Fuerza de Infantería de Marina Austral.

## Historia
El Batallón de Infantería de Marina N.º 4 fue creado el 13 de febrero de 1941. El 15 de marzo de 1947, se creó la Fuerza de Infantería de Marina de la Zona Naval del Plata, integrada por los BIM3 y BIM4. A la sazón, el BIM4 tenía su base en el Arsenal Naval Buenos Aires.
El 16 de junio de 1955,  bajo las órdenes de su jefe, el entonces capitán de fragata Juan Carlos Argerich sublevó contra el gobierno constitucional de Perón y participó en el bombardeo de Plaza de Mayo sobre todo en la que dejaron más de 300 muertos, entre ellos diez soldados conscriptos del Regimiento de Granaderos a Caballo, leales al gobierno. Ese mismo día su jefe se rindió.
En 1955, fue desactivado y regresó a la actividad en 1968 para asumir la seguridad del Edificio Armada Argentina, sede del Comando en Jefe. El 29 de octubre de 1971, el titular de este organismo resolvió poner al BIM4 a disposición del Estado Mayor General.
Por resolución del comandante en jefe, el BIM4 se mudó a la Base Aeronaval Almirante Zar, en Trelew, Chubut. En 1988, pasó a Río Gallegos y, en 2002, se instaló en la Base Naval Ushuaia.